# 鳳凰木
鳳凰木（学名：Delonix regia）又名影樹、凤凰树、凤凰花、金鳳、火鳳凰、洋楹、紅花楹（广州）、火樹、紅火楹、火焰木、森之炎、攀霞拿等，为豆科凤凰木属的植物。在香港，鳳凰木的花期約為五月至七月，而在台灣則在初夏左右開花。有趣的是，這種樹開花的時間，通常也會在學校的畢業季節前後。
鳳凰木的特徵就是華麗的花朵，以及外觀如蕨類植物般的綠葉。它主要生長在世界上許多熱帶或亞熱帶地區，作為裝飾用樹和遮蔽太陽的樹木。

## 形态

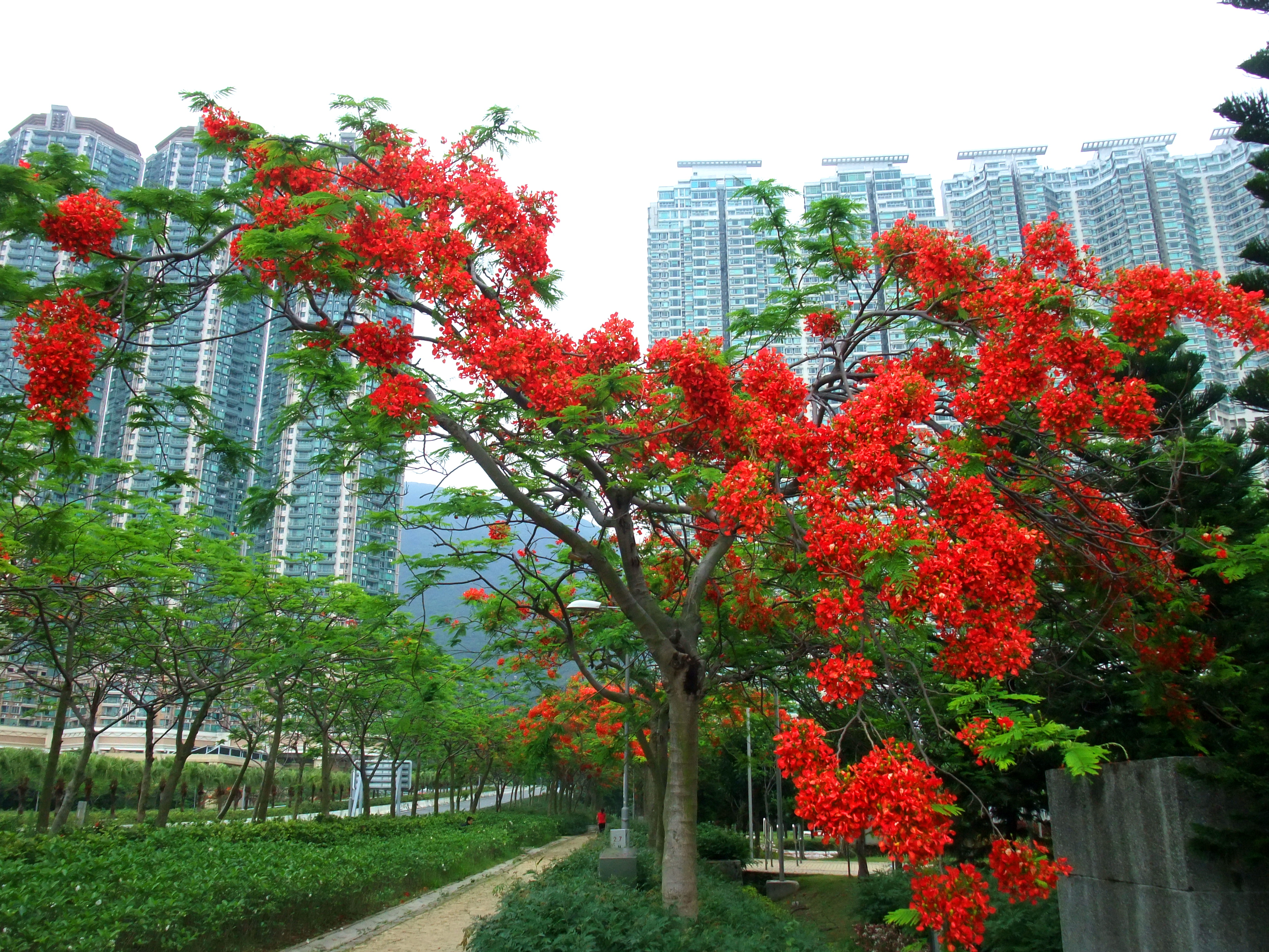
一棵盛開的鳳凰木，樹冠長滿紅花。

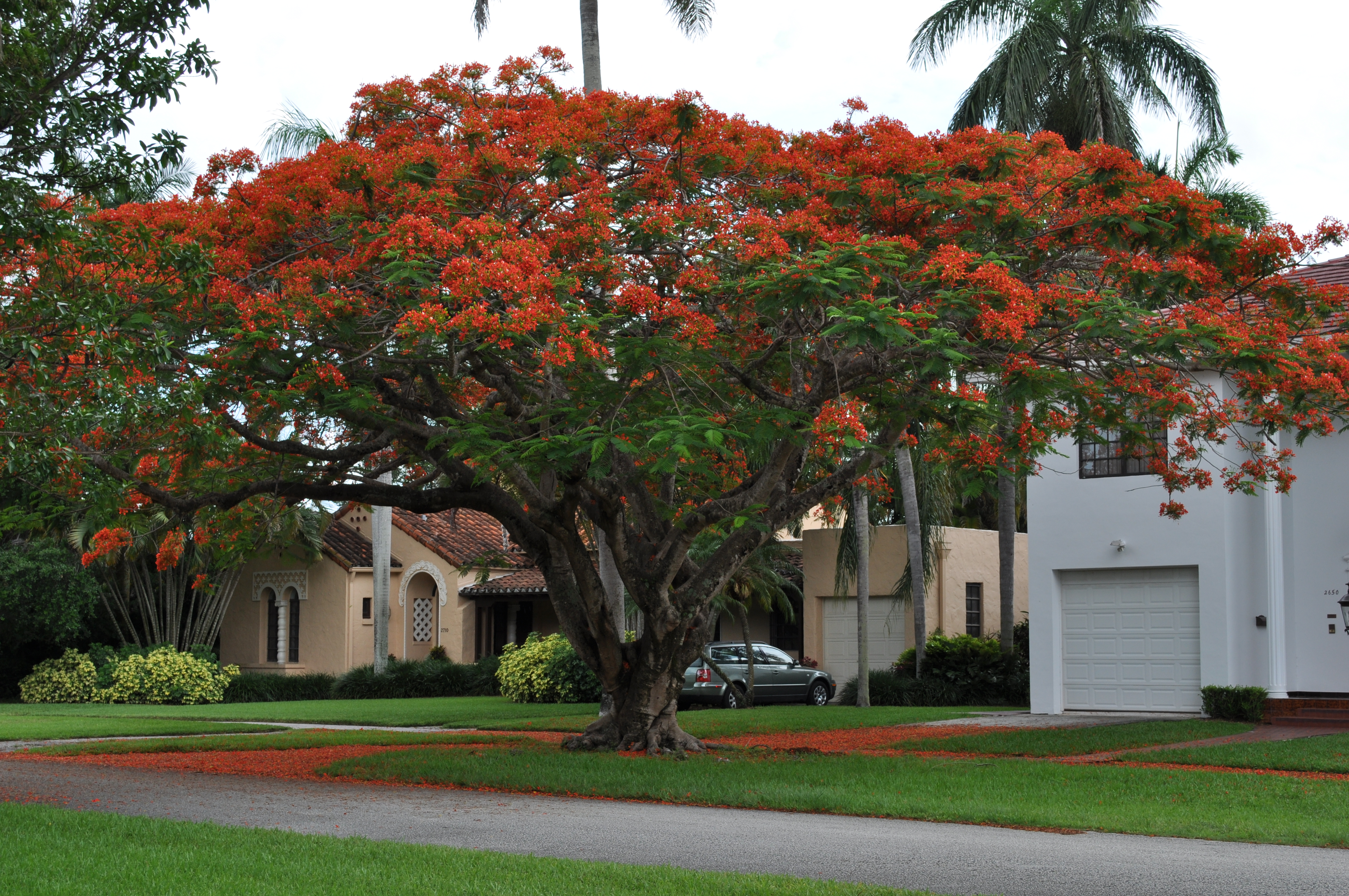
大型盛開的鳳凰木。

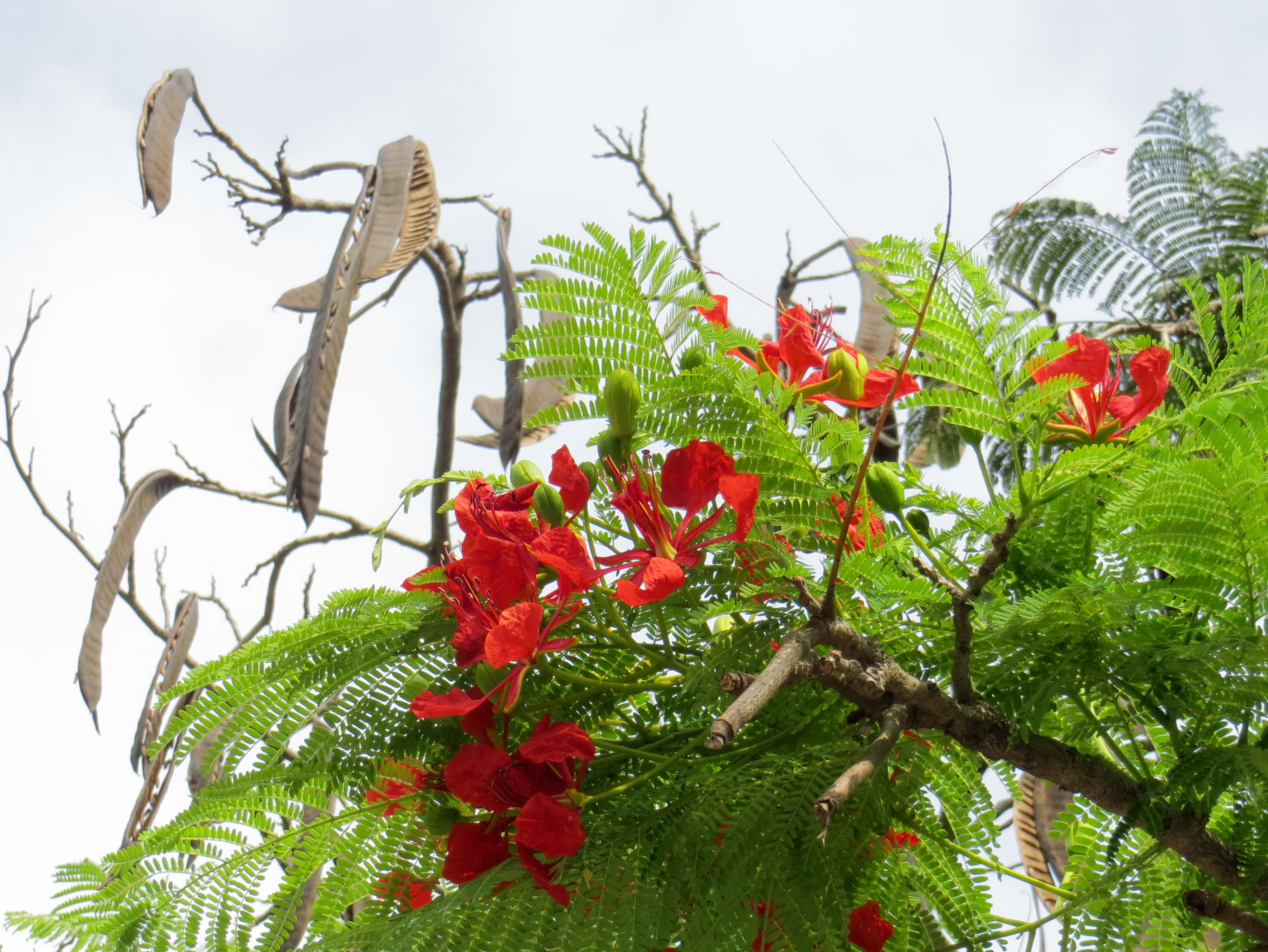
鳳凰木的花葉及莢果

鳳凰木羽狀複葉

鳳凰木因鮮紅或橙色的花朵配合鮮綠色的羽狀複葉，被譽為世上最色彩鮮艷的樹木之一。由於樹冠橫展而下垂，濃密闊大而招風，在熱帶地區擔任遮蔭樹的角色。

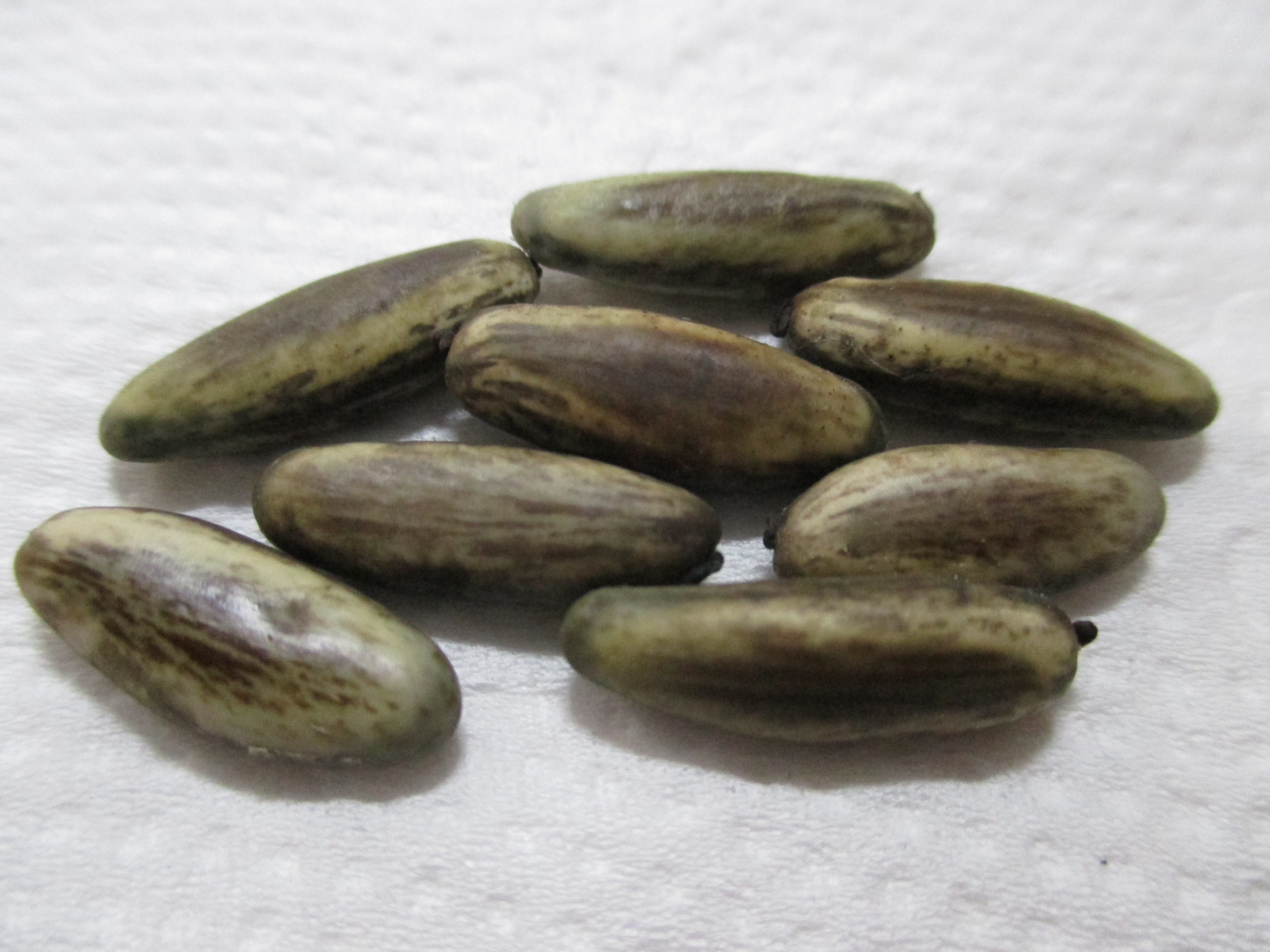
鳳凰木種子

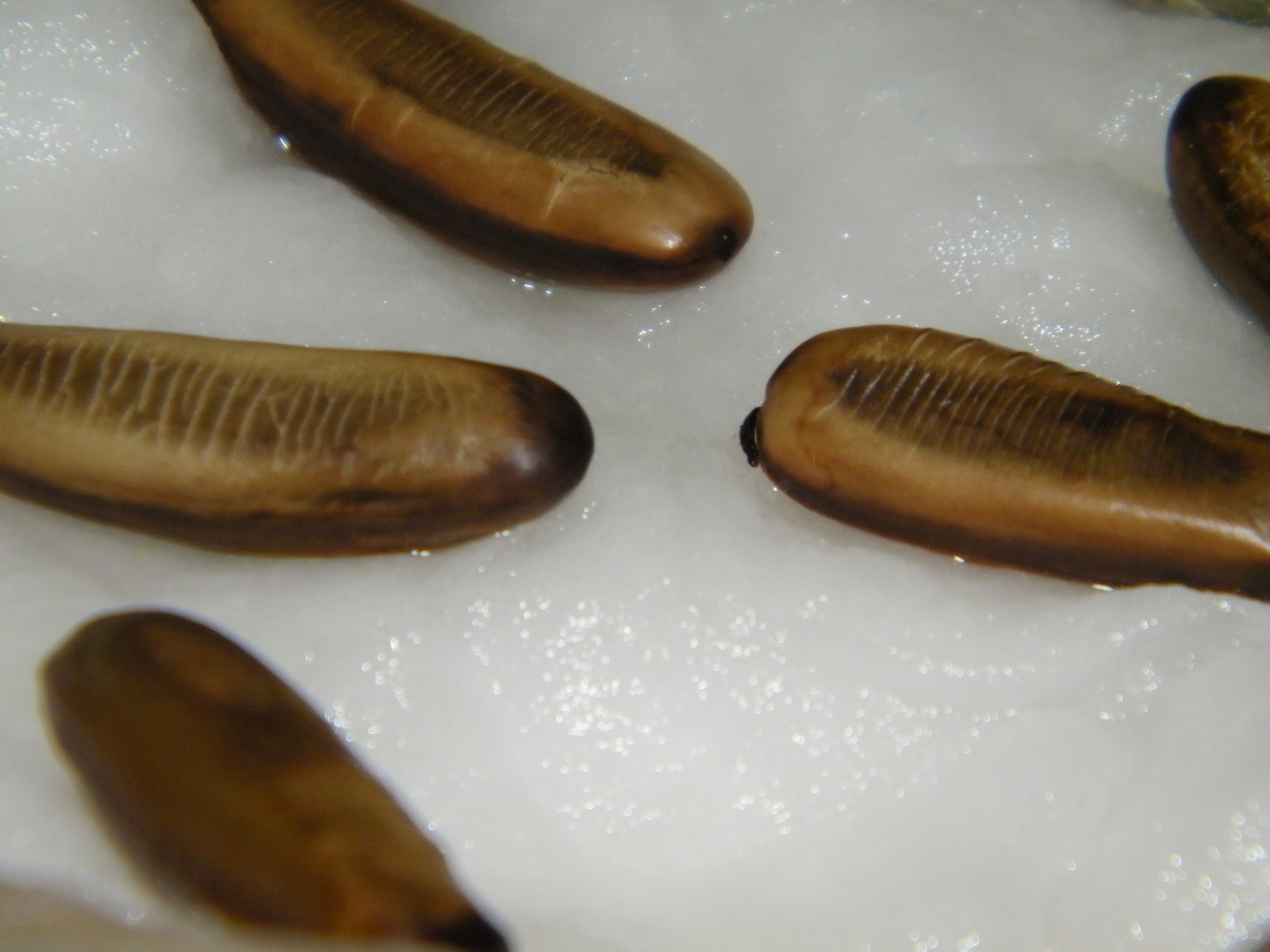
吸了六日水的種子

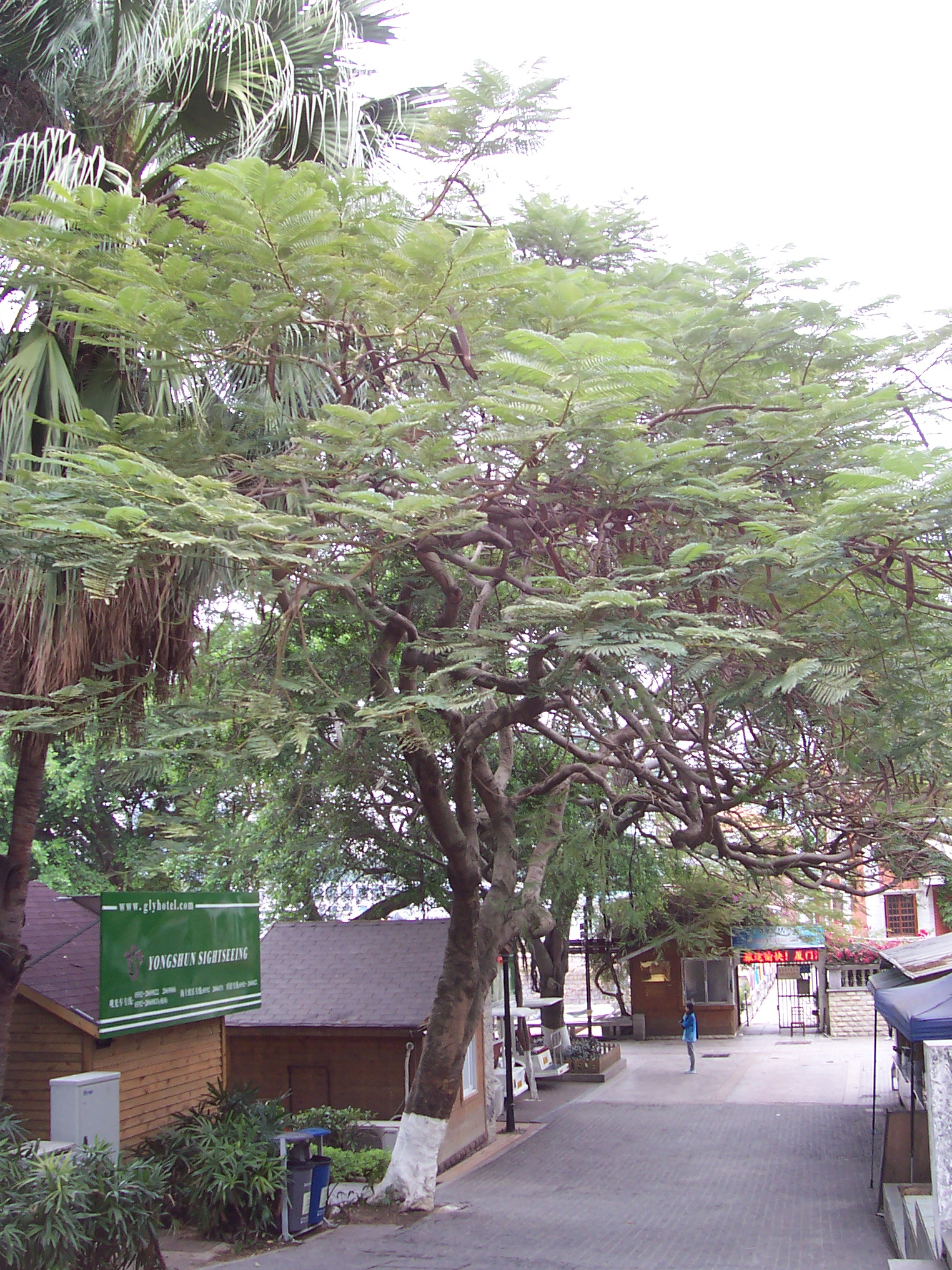
厦门鼓浪屿的一株凤凰木

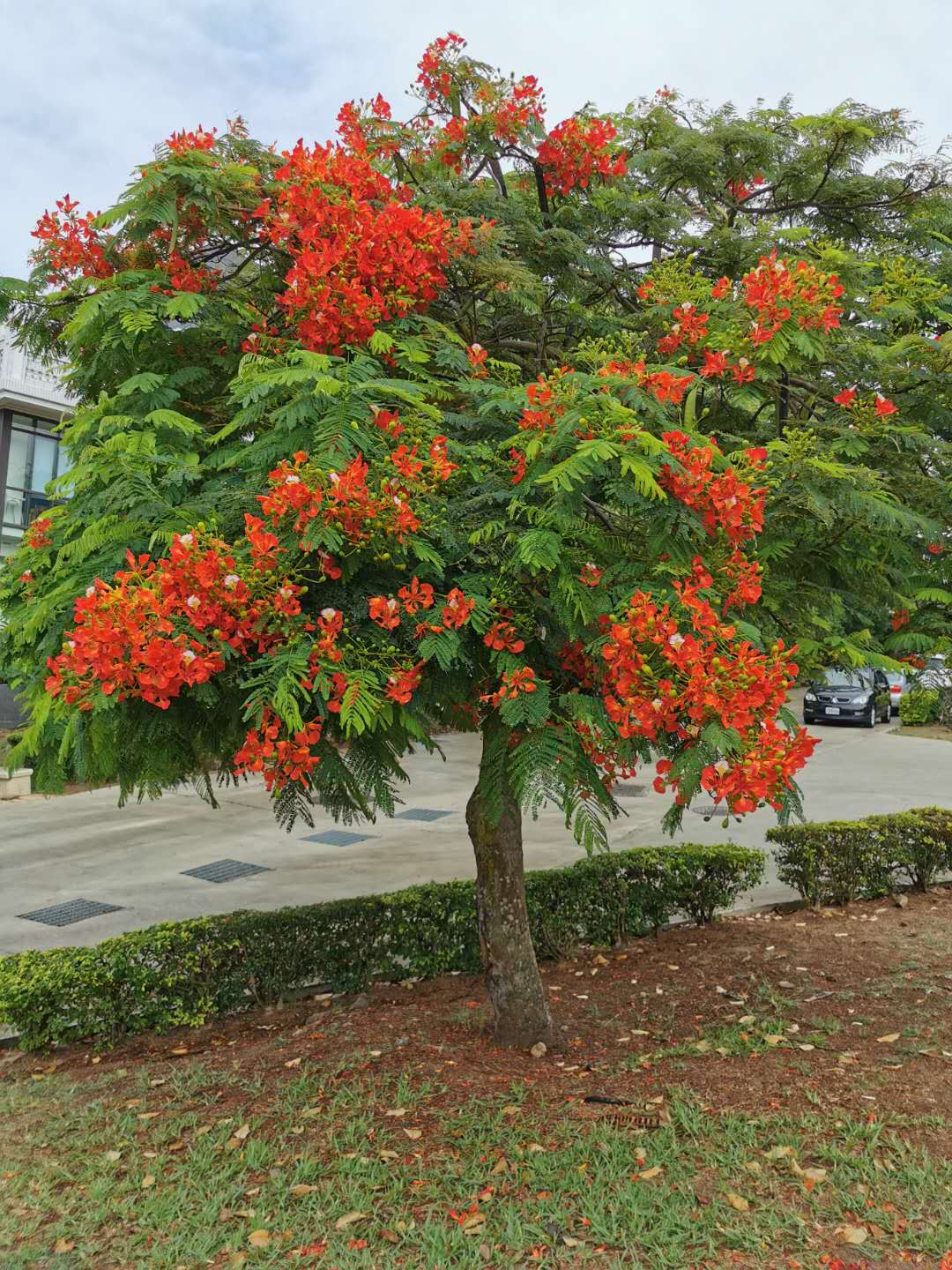
金門縣的一株凤凰木

鳳凰木植株高大，可達20公尺以上。性喜高溫、多日的環境，必需在陽光充足處方能繁茂生長。花大呈紅色，連花萼內側都呈血紅色，四瓣伸展約8公分長，第五瓣直立稍大及有黃及白的斑點，雄蕊紅色，花萼腹面深紅色，背面綠色。花序為總狀花序，呈繖房狀排列，花萼和花瓣皆5片，聚生成簇。開花後結出一條條長形豆莢果，長可達60公分，成熟後呈深褐色，木質化，內藏40-50粒細小的種子，每顆平均只有0.4克重，種皮有斑紋，有毒，不可誤食。葉片是二回羽狀複葉，呈羽片對生，15-30對，每羽片有小葉20-40對。小葉為長橢圓形，基部歪斜，葉緣是全緣，葉端圓鈍。葉片是薄紙質，葉面平滑且薄，為青綠色，葉脈則僅中肋明顯。樹形為廣闊傘形，冬天落葉時，多不勝數的小葉如雪花飄落。和許多豆科植物一樣，鳳凰木的根部也有根瘤菌。為了適應多雨的氣候，樹幹基部長有板根出現。鳳凰木適應熱帶氣候，耐旱及可在有鹽分的環境生長。
常與蝴蝶木互相混淆，由於此二種花期一樣(５～７月)，同樣二回羽狀複葉，呈羽片對生、開花後結出一條條長形豆莢果，長可達60公分，成熟後呈深褐色，木質化，內藏40-50粒細小的種子，彼此不同之處只有在花朵大小。

## 分布
原生非洲马达加斯加，世界各地熱帶及亞熱帶地區都有栽種。廣泛種植於中國大陸南部及西南部（海南、雲南、廣東、廣西、福建等省）、在美國鳳凰木只生長在佛羅里達州、德克薩斯州南部的瑞歐格蘭山谷（Rio Grande Valley）、亞利桑那州及加利福尼亞州的沙漠地區、夏威夷州、波多黎各、美屬維爾京群島和關島。鳳凰木亦廣泛生長在加勒比海地區。
臺灣的鳳凰木則在1897年日治時期時由日本孟買領事館採購種子引進，最先種植在臺南；野外屬易危物種，但被廣泛栽種為觀賞樹。在香港為常見的外來品種落葉喬木。
鳳凰木在很多現時生長地區為視為移植品種，在澳大利亞更被當作侵入品種，部分原因是其闊大的樹冠及濃密的樹根阻礙其他品種在其下生長。在印度鳳凰木被稱為高莫哈樹（Gulmohar）。鳳凰木的豆莢在加勒比海地區被用作敲打樂器，稱為沙沙（shak-shak）或沙球。
在馬來西亞，還可看見黃花的盾柱木（Peltophorum pterocarpum）與紅花的鳳凰木一起花朵盛開。

## 用途
- 園景樹
- 遮蔭樹
- 行道樹

## 文化
- 在臺灣，於1897年引入，鳳凰木因在6月大量開花，常與蟬鳴並列為畢業的象徵物。歌手林志炫曾演唱一首名為《鳳凰花開的路口》國語歌。
- 鳳凰木為臺灣臺南市市樹，以與「凰鳳城」之別名相稱；國立成功大學以鳳凰為其校花。
- 鳳凰木是中国大陸福建省厦门市市樹[7]。厦门大学以鳳凰為其校花，并创作了以凤凰木为原型的吉祥物。
- 鳳凰木在汕頭也稱為“金鳳花”，亦同時是汕頭市的市花，汕頭大學以鳳凰為其校花。
- 鳳凰树曾经是四川省攀枝花市的市树，但因凤凰树在1990年代中后期连续多年爆发严重的尺蠖虫灾而被大量砍伐，其市树的位置后被攀枝花树取代。
- 鳳凰木是深圳中學的校花。

## 文獻
- 《賞樹手記》 （天地圖書有限公司，ISBN 988-201-636-7）
- 《樹影花蹤－九龍公園樹木研習徑》，香港園藝學會 著，天地圖書 出版，2005年4月。64-67頁。ISBN 988-211-147-5。

## 外部連結
- 维基共享资源上的相關多媒體資源：鳳凰木
- Scientific information about Delonix regia （页面存档备份，存于）
- DENR Recommends Volume 4 GUIDELINES FOR THE ESTABLISHMENT OF FOREST PARKS
- Dressler, S.; Schmidt, M. & Zizka, G. . . Frankfurt/Main: Forschungsinstitut Senckenberg. 2014.